# Skogsbergiella
Skogsbergiella is een geslacht van kreeftachtigen uit de klasse van de Ostracoda (mosselkreeftjes).

## Soorten
- Skogsbergiella inermis Chavtur, 1983
- Skogsbergiella macrothrix Kornicker, 1975
- Skogsbergiella pax Kornicker, 1975
- Skogsbergiella plocus Kornicker, 1975
- Skogsbergiella scotti Kornicker, 1975
- Skogsbergiella senex Kornicker in Kornicker & Poore, 1996
- Skogsbergiella skogsbergi (Kornicker, 1971) Kornicker, 1975
- Skogsbergiella spinifera (Skogsberg, 1920) Kornicker, 1975